# Grote Kerk (Emden)
De protestantse Grote Kerk (Duits: Große Kirche) in Emden is een van de belangrijkste schouwtonelen van de Oost-Friese geschiedenis. Het gebouw is de moederkerk van de Nederduits Gereformeerde Kerk in Noord-Duitsland en Nederland. Na de verwoesting van het godshuis in de Tweede Wereldoorlog werden er geen erediensten meer gevierd. Voor de kerkelijke gemeente werd naast de Grote Kerk deels op oude fundamenten de Schweizer Kirche gebouwd. De Grote Kerk zelf herbergt tegenwoordig de theologische Johannes a Lasco-bibliotheek, een van de belangrijkste in zijn soort in Duitsland.

## Bouwgeschiedenis

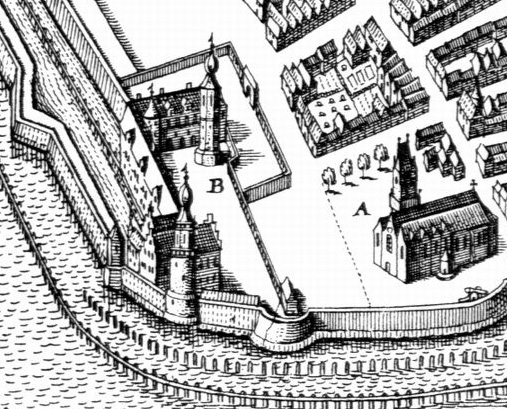
De kerk op een stadsplattegrond uit 1640

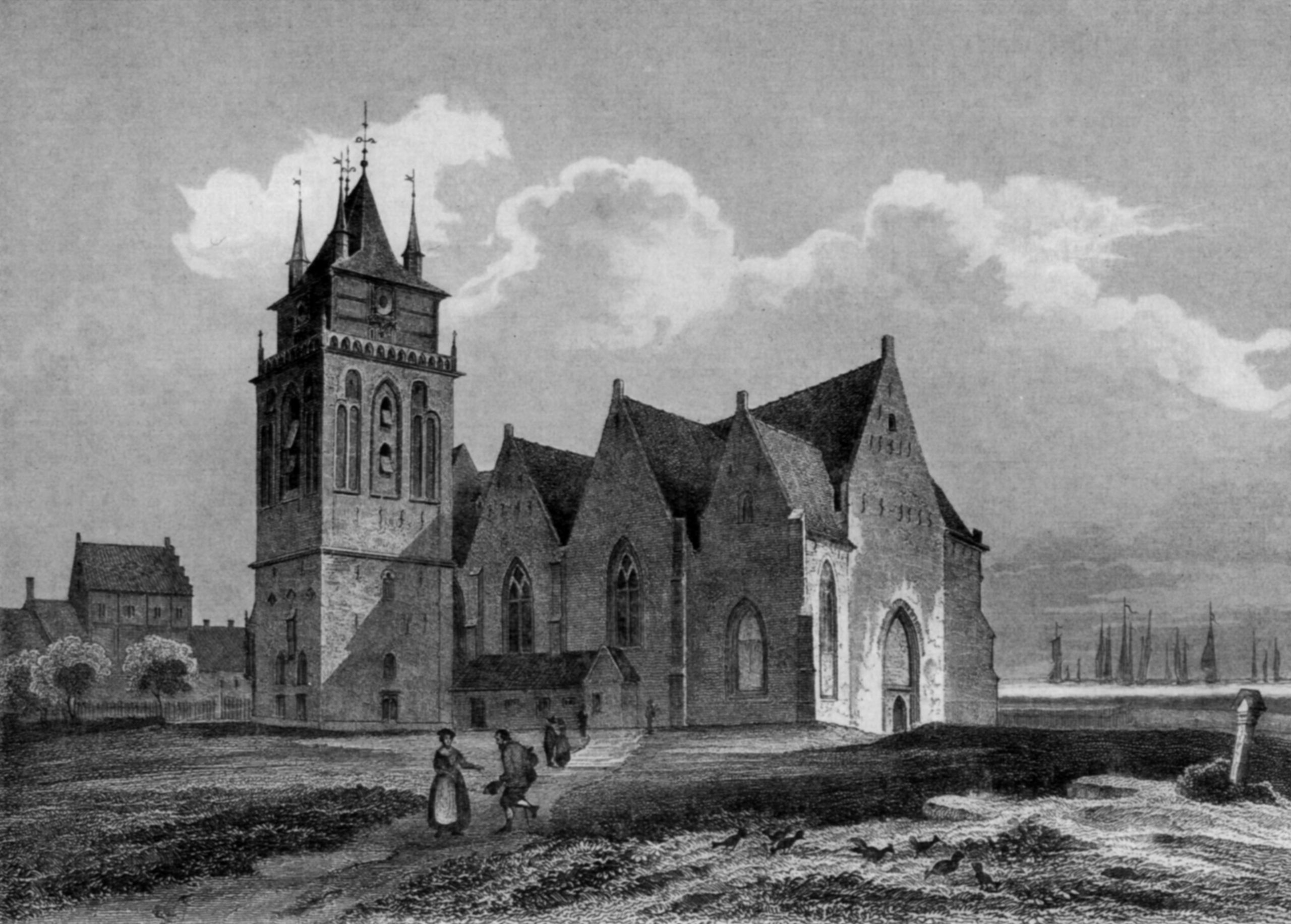
de kerk circa 1845

De oprichting van de Grote Kerk is nauw verbonden met de 9e-eeuwse stichting van een Friese handelsnederzetting op een tot zes meter hoge warft. Deze nederzetting ontstond op de rechter oever van de Eems, vlak bij de monding van een kreek. Uit deze nederzetting kwam later Emden voort. Tot de nederzetting hoorde van meet af aan een op een afzonderlijke warft gelegen begraafplaats met een kleine houten kerk. Met de groei van de nederzetting richting Norden werd omstreeks 966 een nieuwe houten kerk gebouwd.
Rond 1200 begonnen de bewoners van Emden op de plek van de houten kerk met de bouw van een aan de heiligen Cosmas en Damianus gewijde stenen romaanse zaalkerk. In de 13e en 14e eeuw volgden verdere vergrotingen van het godshuis. Nog voordat de kerk op 25 november 1403 door een zware stormvloed werd getroffen, was men reeds begonnen aan de uitbouw tot een drieschepige hallenkerk. De herstelwerkzaamheden van de vloedschade duurden tot 1453. Daarbij werd de westelijke toren afgebroken en vervangen door een nieuwe toren aan de noordzijde. Eveneens werd het oostelijke koor met twee traveeën en zijkapellen vergroot. In het begin van de 16e eeuw vond er een vergroting van het koor tot een avondmaalskoor plaats en werd er een sacristie gebouwd. De zijkapellen werden in 1516-1517 met een sierlijk maaswerkhek van zandsteen van het hoofdkoor afgescheiden.
Gravin Anna van Oldenburg bestemde de Grote Kerk voor 1558 als grafkerk voor het gravenhuis van Oost-Friesland. Tussen 1560 en 1570 volgde de aanpassing van de kerk tot een protestants kerkgebouw. Daarbij werd de toren met het hoofdschip verbonden.
De bouwvallig geworden toren werd in 1861 afgebroken en vervangen door nieuwbouw.

## Verwoesting en herbouw
De Grote Kerk werd op 11 december 1943 bij een zwaar bombardement op de stad verwoest. Op een deel van de fundamenten werd met de hulp van protestantse kerken uit Zwitserland van 1948 tot 1949 een nieuw godshuis gebouwd. Daarom wordt deze kerk in de volksmond Schweizer Kirche genoemd. De toren werd in de jaren 1965-1966 herbouwd en kreeg daarbij een nieuwe klokkenstoel met een hogere, slanke spits. Het grootste deel van de kerk bleef echter als ruïne staan, waarvan het interieur wegens het ontbreken van een dak aan het weer werd blootgesteld. Pas in de jaren 80 werd een nooddak geplaatst. In 1992 werd in de Grote Kerk begonnen aan de bouw van de Johannes a Lasco-bibliotheek. In totaal bedroegen de kosten van de verbouwing, die op 22 november 1995 werd afgesloten, bijna 8 miljoen euro.

## Het belang van de Grote Kerk voor de geschiedenis
Tijdens de reformatie speelde de Grote Kerk een belangrijke rol. In deze periode onderscheidde de stad Emden zich door een grote religieuze verdraagzaamheid, waarbij de Grote Kerk een centrale plek innam. Herhaaldelijk vonden er belangrijke gebeurtenissen, zowel in de kerkelijke als in de Oost-Friese geschiedenis plaats.
Graaf Edzard haalde in 1520 de theoloog Georg Aportanus naar Emden, waar hij Aportanus tot vicaris van de Grote Kerk benoemde en de taak gaf de beide grafelijke zonen Enno en Johan te vormen. De uit Wildeshausen afkomstige theoloog had zijn vorming genoten bij de Broeders van het Gemene Leven in Zwolle en raakte tijdens zijn verblijf in Emden onder invloed van de ideeën van Maarten Luther. Vanaf 1524 liet Aportanus zich met zijn nieuwe ideeën steeds meer gelden. Hij verzette zich onder bescherming van de graaf tegen de praktijken in de rooms-katholieke kerk en riep daarmee het verzet van de geestelijkheid van de oude leer op. Zij verboden daarop Aportanus het preken vanaf de kansel in de kerk, waarna de theoloog zijn activiteiten verplaatste naar de stadspoorten. Met succes wisten de burgers van Emden echter een terugkeer van Aportanus naar de Grote Kerk te bewerkstelligen.
In 1530 legde Melchior Hofmann met de doop van 300 volwassenen in een voorportaal van de kerk de kiem van de doperse beweging in het noordwesten van Duitsland en Nederland.
De Poolse theoloog en hervormer Johannes a Lasco werkte van 1542-1549 als superintendent in de Grote Kerk. Hij nam veelvuldig deel aan disputen met monniken en dopersen en vocht in het bijzonder voor het verwijderen van beelden in kerken. In 1567 werd de uit Nederland afkomstige Albertus Risaeus en volgeling van Lasco's leer de eerste predikant in de Grote Kerk. Hij schreef een aantal theologische geschriften en bleef tot zijn dood verbonden aan de kerk, waar hij eveneens werd begraven. Zijn opvolger werd de in Eelde geboren Menso Alting. Onder diens religieuze leiding werd het calvinisme officieel de enige toegestane religie van Emden. Als wapen tegen de contrareformatie streefde Alting naar een protestantse unie. Dit bracht Alting in conflict met de absolutistische en lutherse graven Edzard II en Enno III, hetgeen uiteindelijk een revolutie in Emden tot gevolg had en leidde tot een speciale status van de stad Emden.

## Het bouwwerk

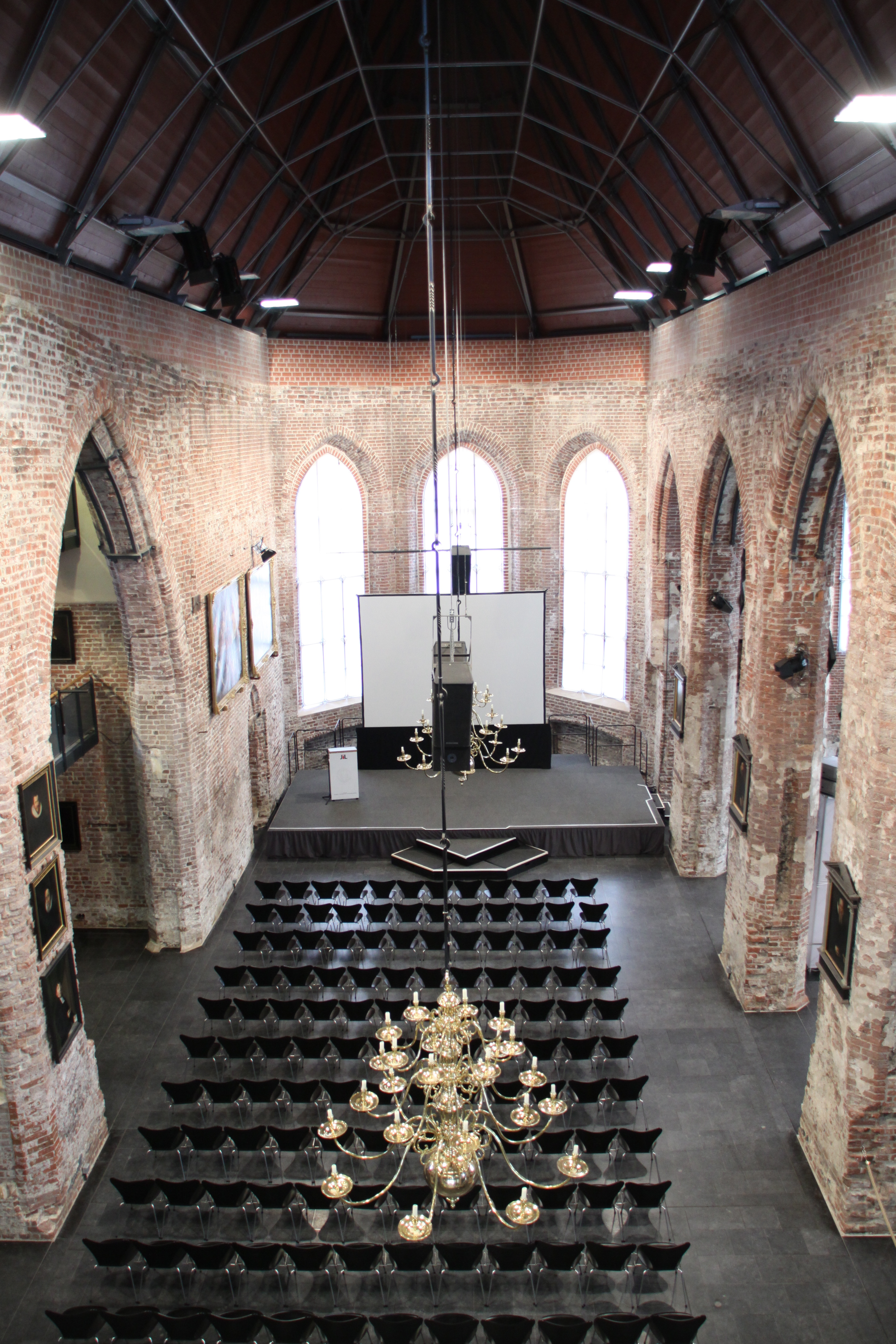
Interieur

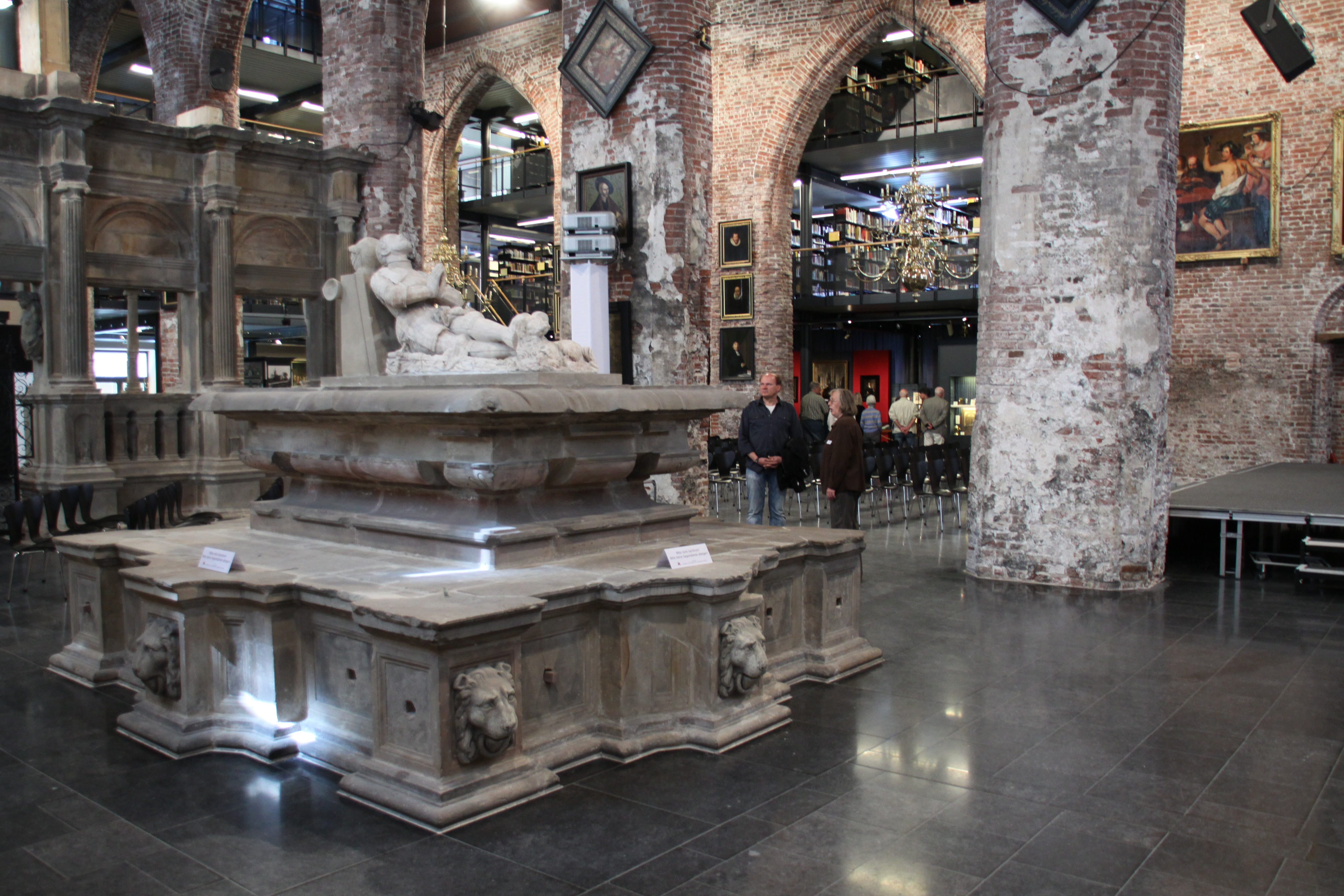
Grafmonument

Met bijna 3.000 plaatsen was de kerk een van de grootste in Oost-Friesland. De Grote Kerk werd aan het westelijk eind van het oude centrum gebouwd en drukt met de 65 meter hoge kerktoren een stempel op het stadsbeeld van Emden. De hoofdingang bevond zich vroeger aan de oostelijke zijde. Tegenwoordig is de kerk nog slechts via een zijingang te betreden.
De in de jaren 1992-1995 door de architect Jochen Bunse ontworpen nieuwbouw voor de Johannes a Lasco-bibliotheek is statisch onafhankelijk van de ruïne. Slechts het dak verbindt de oude met de nieuwe bouw. Het behouden drieschepige koor van de voormalige Grote Kerk werd door een nieuw doorgaand dwarsschip in het westen afgesloten.

### De bibliotheek
De bibliotheek is ontstaan uit het archief en de reeds in 1559 door de hervormde gemeente van Emden aangelegde collectie theologische boeken. De bibliotheek werd meermaals aangevuld met nieuwe verzamelingen. Tijdens de Tweede Wereldoorlog werd de bibliotheek gelukkig tijdig in veiligheid gebracht, waardoor het aan vernietiging ontkwam. Vanaf 1974 werd de bibliotheek weer toegankelijk voor het publiek. Met de nieuwbouw in de ruïne kreeg de bibliotheek met rond 100.000 titels weer plaats in de Grote Kerk. Het betreft een van de grootste theologische bibliotheken van Duitsland.

### Het Scheepken van Christus
De Grote Kerk was tijdens de reformatie een toevluchtsoord voor religieuze vluchtelingen uit de Nederlanden. Dankbare nakomelingen van deze vluchtelingen schonken in 1660 een reliëf aan het oostelijk portaal. Op het reliëf wordt het "Schepken Christy" uitgebeeld en het inschrift "Godts kerck, vervolgt, verdreven, heft Godt hyr trost gegeven". Het portaal overleefde in 1943 de bombardementen zonder schade. Het zeilschip met het inschrift wordt tegenwoordig nog als logo van de hervormde kerk in Emden gebruikt.

### Het grafmonument van Enno II
Het monumentale grafmonument van Enno II (1505-1540) bevindt zich rechts van de ingang. De weduwe van Enno, gravin Anna, liet het monument in de jaren 1540-1548 in de renaissance-stijl oprichten. Nadat in het jaar 1561 het gravenhuis de residentie verlegde naar Aurich, werd het stoffelijk overschot van graaf Enno meegenomen en bijgezet in de Sint-Lambertuskerk aldaar. Tijdens de verwoesting van de kerk werd het monument licht beschadigd en daarna blootgesteld aan weersinvloeden. Bij de bouw van de bibliotheek werd ook het monument gerestaureerd. De sporen van overstromingen en bommen werden daarbij opzettelijk zichtbaar gelaten.

### Het orgel
De kerk kende verschillende orgels. Al in 1480 had de kerk een orgel. Het laatste, tevens het grootste orgel van Oost-Friesland, van de orgelbouwer Johann Friedrich Wenthin uit 1779, werd in 1943 samen met de kerk vernietigd. Vanaf 1997 stond er tijdelijk een orgel zonder pedaal van Bartelt Immer in de bibliotheek.

### Kroonluchters
In 1779 brak de klokkenstoel, waarna de klokken naar beneden stortten en braken. Het schroot werd verkocht en van de opbrengst werden drie messing kroonluchters gekocht. Tijdens de Tweede Wereldoorlog werden de kroonluchters tijdig geborgen, zodat ze na de oorlog in de Nieuwe Kerk en later ook in de kerk van Larrelt konden worden opgehangen. Met de bouw van de bibliotheek keerden de kroonluchters terug naar hun oorspronkelijke plek.

### De Zwitserse Kerk
Na de oorlog werd met hulp van giften van calvinistische kerkgemeenten uit Zwitserland vanaf 1948 op een deel van de fundamenten van de Grote Kerk een noodkerk gebouwd. Daarmee werd een volledige wederopbouw van de Grote Kerk onmogelijk. Op 16 oktober 1949 werd de kerk opnieuw ingewijd. Bij de nieuwbouw werden oude stenen uit de ruïne hergebruikt.